# ماشیتا ناگاموری
ماشیتا ناگاموری (به ژاپنی: 増田 長盛 Mashita Nagamori)

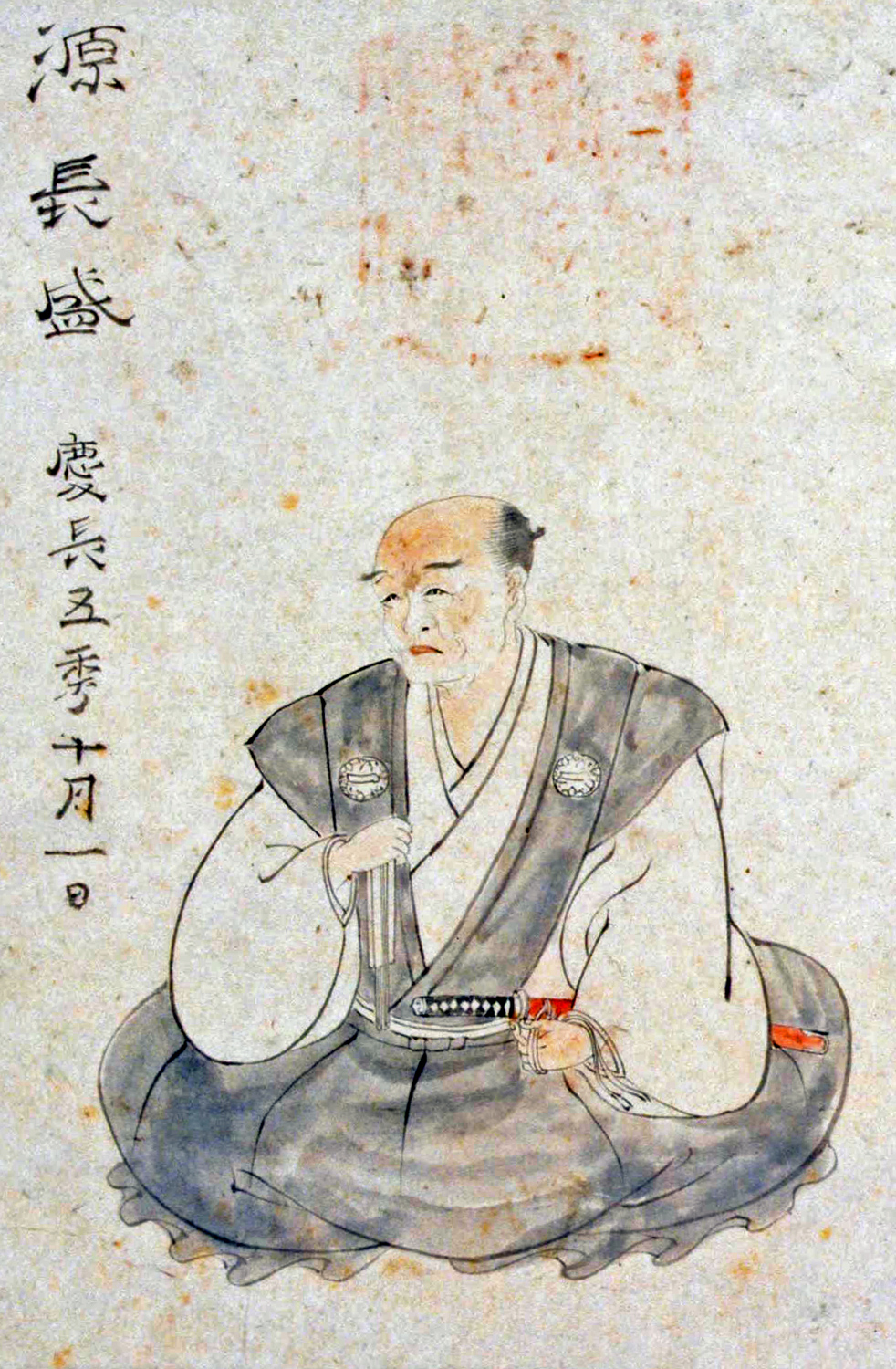
ماشیتا ناگاموری

(۱۵۴۵ – ۲۳ ژوئن، ۱۶۱۵) یک دایمیو در دوره سنگوکو بود. او توسط تویوتومی هیده‌یوشی به عنوان یکی از اعضای گو-بوگیو انتخاب شد.